# 진주 강씨 (강여즙)
진주 강씨(晉州康氏)는 강여즙(康汝楫)을 시조로 하는 한국의 성씨이다.

## 역사
시조 강여즙(康汝楫)의 4세손 강홍제(康弘濟)가 1729년(영조 5) 문과에 급제하여 풍기군수(豊基郡守)를 역임했다.

## 본관
진주(晉州)는 경상남도 서부에 위치한 지명이다. 본래 백제의 거렬성(居烈城)이다. 663년(문무왕 3) 신라에 편입되어 거타주(居陀州)가 설치되었으며, 685년(신문왕 5)에 청주(菁州)를 설치하였다가, 757년(경덕왕 16)에 강주도독부(康州都督府)로 개칭되었다가 혜공왕 때 청주(菁州)로 개칭되었다. 고려 건국 후 940년(태조 23)에 다시 강주로 환원되었고, 983년(성종 2)에 진주목으로 개편하였다. 1392년(태조 1) 조선 건국 후 신덕왕후 강씨(康氏)의 내향(內鄕)이므로 진양대도호부(晉陽大都護府)로 승격하였다. 1402년(태종 2)에 진주목으로 환원되었다. 1896년 경상남도 진주군으로 개편되었다. 1939년 진주읍이 시로 승격하면서 나머지 지역이 진양군으로 개칭되었으며, 1995년 진양군이 진주시에 통합되었다.

## 과거 급제자
진주 강씨는 조선시대 문과 급제자 2명, 무과 급제자 28명, 생원·진사 4명을 배출하였다.
문과
강덕구(康德衢) 강홍제(康弘濟)    
무과
강대겸(康大謙) 강대임(康大稔) 강대점(康大漸) 강대희(康大熙) 강록(康琭) 
강명록(康命祿) 강민흥(康敏興) 강서붕(康瑞鵬) 강성갑(康聖甲) 강성도(康成道) 
강성채(康成采) 강언평(康彦平) 강영세(康永世) 강완석(康完碩) 강우(康遇) 
강우적(康虞跡) 강원신(康元信) 강원일(康元逸) 강의신(康義臣) 강정극(康正極) 
강진욱(康晉郁) 강처삼(康處三) 강충신(康忠信) 강취완(康就琬) 강취일(康就日) 
강치석(康致襫) 강치호(康致祜) 강태래(康泰來)   
생원시
강덕삼(康德參)     
진사시
강대규(康大奎) 강덕삼(康德參) 강신(康伸)  
역과
강우성(康遇聖) 강원길(康元吉)    
취재
강여경(康餘慶) 강우성(康遇聖) 강유경(康有慶) 강취성(康就聖)

## 인구
- 2015년 1,354명